# Susumu Terajima
Susumu Terajima (寺島 進 Terajima Susumu?, 12 de noviembre de 1963) es un actor japonés que ha aparecido en más de 100 filmes, 15 comerciales y numerosos dramas de televisión en una carrera de 20 años. Rara vez es la estrella de los filmes en los que participa pero es ampliamente respetado por tomar muy seriamente su trabajo a pesar de cuán pequeño pueda ser su rol. Terajima es más conocido por sus personificaciones de yakuza, más notablemente en los filmes de su colega y amigo cercano Takeshi Kitano. A menudo trabaja con Kitano al igual que con Ren Osugi.
Terajima nació en Tokio (Japón), donde todavía reside. Hizo su debut actoral en la película de 1986 A-Homance, y ha continuado su carrera desde entonces. Es parte de Office Kitano, la compañía productora del actor/director/comediante Takeshi Kitano.

## Filmografía seleccionada

### Películas
- A-Houmansu (1986)
- Violent Cop (1989)
- A Scene at the Sea (1992)
- Sonatine (1993)
- Elephant Song (1994)
- Getting Any? (1995)
- Okaeri (1995)
- Kids Return (1996)
- Postman Blues (1997)
- Hana-Bi (1997)
- Unlucky Monkey (1998)
- After Life (1998)
- Shark Skin Man and Peach Hip Girl (1998)
- Dead or Alive (1999)
- Brother (2000)
- Hole in the Sky (2001)
- Distance (2001)
- Ichi the Killer (2001)
- The Blessing Bell (2002)
- Moon Child (2003)
- Casshern (2004)
- The Taste of Tea (2004)
- Izo (2004)
- Nobody Knows (2004)
- Custom Made 10.30  (2005)
- Takeshis' (2005)
- Funky Forest (2005)
- Hana (2006)
- The Uchoten Hotel  (2006)
- Kantoku Banzai  (2007)
- Air Doll (2009)
- Goemon (2009)
- Ninja Kids!!! (2011)
- The Kiyosu Conference (2013)
- The Mole Song: Undercover Agent Reiji (2013)
- El recuerdo de Marnie (2014, voz)[1]
- Unsung Hero (2014)
- April Fools (2015)
- Chasuke's Journey (2015)
- Doubutsu Sentai Zyouohger (2016)
- Love's Twisting Path (2019)
- Hit me Anyone One More Time (2019)
- Last of the Wolves (2021) - Yōji Kakutani
- Noise (2022)
- Yudo: The Way of the Bath (2023)
- Kubi (2023) - Sahei
- The Quiet Yakuza Part 1 (2023) - Takeshi Sakamoto
- The Quiet Yakuza Part 2 (2023) - Takeshi Sakamoto
- Blazing Fists (Blue Fight: The Breaking Down of Young Blue Warriors) (2025)

### Series de televisión
- 2016: Omukae Death como Tatsuo (ep. #6)